# Третьяков, Николай Васильевич
Николай Васильевич Третьяков — советский военно-морской деятель, инженерный работник, старший преподаватель СККС РКВМФ, инженер-капитан 1-го ранга (1940).

## Биография
Русский, православный, беспартийный. Отец — Василий Николаевич Третьяков, потомственный дворянин. Мать — Елена Ивановна Надеждинская. Женат, один сын и одна дочь. Знал французский язык. Окончил Морской кадетский корпус в 1901 и Минный офицерский класс в 1904.
На действительной военной службе с 1898. Зачислен в состав 10-го флотского экипажа с 6 мая 1901. В заграничном плавании на Дальний Восток с 23 августа 1903. С декабря 1903 по 5 апреля 1904 в составе отряда судов адмирала А. А. Вирениуса. Зачислен в минные офицеры 2-го разряда с 1904. Минный офицер эсминца «Бравый» (1904—1905).
Во время русско-японской войны участвовал в походе 2-й эскадры Тихоокеанского флота на Дальнем Востоке со 2 октября 1904. Участник Цусимского сражения с 14 по 15 мая 1905. Командир вельбота, спущенного с борта миноносца для спасения экипажа эскадренного броненосца «Ослябя» в ходе дневного боя 14 мая 1905. Прорвался на борту миноносца во Владивосток 17 мая 1905.
На крейсере 1-го класса «Олег» в заграничном плавании с Дальнего Востока на Балтику с 15 октября 1905 по 6 марта 1906. Зачислен в минные офицеры 1-го разряда в 1907. Служил на судах Учебного минного отряда, преподавал в школе минных машинистов и минном офицерском классе. Старший минный офицер линкора «Цесаревич» с 1908 по 1909. В заграничном плавании в Средиземном море в сост Отдельного отряда судов, назначенных для плавания с корабельными гардемаринами с 4 октября 1908 по 17 марта 1909. Участвовал в оказании помощи жителям города Мессина,
пострадавшим от землетрясения с 15 по 17 декабря 1908.
В 1913 преподаватель Минного офицерского класса. С 23 декабря 1913 старший офицер минного заградителя «Ладога», затем с 30 апреля 1915 по 1916 командир эскадренного миноносца «Бурный». Командовал минным заградителем «Лена» в Гельсингфорсе с марта 1916 по май 1918.
После Октябрьской революции 1917 остался в России. В марте 1918 участвовал в Ледовом переходе Балтийского флота из Гельсингфорса в Кронштадт. В 1918 вступил в службу в РККФ. Командующий отрядом минных заградителей с мая по октябрь 1918, вёл минирование Финского залива на подступах к Кронштадту. Начальник штаба Астрахано-Каспийской флотилии с октября 1918 по май 1919. Начальник штаба Сибирского военной речной флотилии с момента её основания с 15 января 1920 по 6 января 1921. Командующий Амурской военной флотилии Дальнего Востока РСФСР с 21 июля 1921 по 9 января 1922.
Начальник штаба морских сил Дальнего Востока РСФСР с января по май 1922. Начальник штаба Балтийской пограничной флотилии ОГПУ с 1923 по 1925. Начальник Ленинградской окружной морской базы ОГПУ. Командир отряда судов Днепровской военной флотилии с сентября 1925 по июль 1926. Преподаватель в Военно-морском училище с 1927 по 1929, затем старший преподаватель специальных курсов командного состава ВМС РККА (СККС) с 1929 по 1937. С началом Великой Отечественной войны вместе с семьёй эвакуирован в Астрахань.

### Звания
- Унтер-офицер (1900);
- Мичман (6 мая 1901);
- Лейтенант (17 апреля 1905);
- Старший лейтенант (10 апреля 1911);
- Капитан 2-го ранга (6 апреля 1914);
- Капитан 1-го ранга (1936);
- Инженер-флагман 3-го ранга (3 ноября 1939);[1][2]
- Инженер-капитан 1-го ранга (8 июня 1940)[3].

### Награды
- Итальянская медаль «За оказание помощи пострадавшим во время землетрясения в Сицилии и Калабрии в 1908 году»;
- Медаль «В память 300-летия царствования дома Романовых»;
- Медаль «В память 200-летия морского сражения при Гангуте»;
- Орден Святого Георгия 4-й степени;
- Юбилейная медаль «XX лет Рабоче-Крестьянской Красной Армии» (1938).